# Прегесбауэр, Йоханн
Йоханн Прегесбауэр (нем. Johann Pregesbauer; род. 9 июня 1955, Вена) — австрийский футболист, защитник.
Известен выступлениями за клуб «Рапид» (Вена), а также национальную сборную Австрии.
Двукратный чемпион Австрии, четырёхкратный обладатель Кубка Австрии.

## Клубная карьера
Во взрослом футболе дебютировал в 1974 году выступлениями за команду клуба «Рапид» (Вена), цвета которой и защищал на протяжении всей своей карьеры, которая длилась тринадцать лет.

## Выступления за сборную
В 1980 году дебютировал в официальных матчах в составе национальной сборной Австрии. В течение карьеры в национальной команде, которая длилась 5 лет, провёл в форме главной команды страны лишь 10 матчей.
В составе сборной был участником чемпионата мира 1982 года в Испании.

## Достижения
- Чемпион Австрии (2):

«Рапид» (Вена): 1981-82, 1982-83
- Обладатель Кубка Австрии (4):

«Рапид» (Вена): 1975-76, 1982-83, 1983-84, 1984-85